# Argosy Pictures
Argosy Pictures (auch Argosy Productions) war eine US-amerikanische Filmproduktionsgesellschaft, die von John Ford und Merian C. Cooper gegründet und geleitet wurde.

## Geschichte

### Anfänge und Zweiter Weltkrieg
1937 planten Merian C. Cooper, damals Vizepräsident von RKO, und der Regisseur John Ford die Verfilmung der Geschichte Stage to Lordsburg von Ernest Haycox. Die damals noch weniger bekannten Darsteller John Wayne und Claire Trevor hatten bereits zugesagt, die Hauptrollen zu übernehmen. Als sie die notwendige Einverständniserklärung des RKO-Präsidenten Darryl F. Zanuck nicht bekommen konnten, kündigte Merian C. Cooper, und auch John Ford zog sich von RKO zurück. Kurz darauf gründeten Ford und Cooper die Firma Argosy Pictures und begannen mit der Produktion des Films, Ringo, die schließlich Walter Wanger mit seiner Firma übernahm. Nach dem Erfolg des Films vereinbarten Argosy und Wanger, zwei weitere Filme zu produzieren, die Wanger vertreiben sollte. Der erste, Der lange Weg nach Cardiff, der unter der Regie von John Ford entstand,:S. 227 wurde sowohl von Kritikern wie Bosley Crowther als auch von Eugene O’Neill, dem Autor der verfilmten Bühnenstücke, in den höchsten Tönen gelobt, fiel aber an den Kinokassen durch. Daraufhin lehnte Wanger das zweite Filmprojekt, das von Cooper als dokumentarisch wirkend konzipiert war, ab und zahlte ihn aus. Später machte er den Film mit Universal ohne auf Coopers Ideen zurückzugreifen.:S. 232-3
Als John Ford und Merian C. Cooper 1942 in den Zweiten Weltkrieg zogen, wurde Argosy Productions stillgelegt. Ford hatte bereits vor dem Krieg eine Einheit aus Filmleuten zusammengestellt,:S. 251 die von William J. Donovan, dem Leiter der Office of Strategic Services (OSS), übernommen und zur Abteilung für die photographische Kriegsdokumentation gemacht wurde. Ford behielt das Kommando über diese Einheit und unterstand Donovan direkt.:S. 254

### Reaktivierung von Argosy
Ende des Zweiten Weltkriegs wurde die Filmbranche von großen Filmstudios dominiert, die sich zu Filmfabriken entwickelt hatten, die weitgehend standardisierte Filme produzierten. Die führenden Regisseure begannen, dagegen aufzubegehren, so hatten William Wyler, George Stevens und Frank Capra Liberty Films und Lewis Milestone mit anderen Enterprise Pictures gegründet. Als John Ford und Merian C. Cooper im Januar (oder April) 1946 Argosy reaktivierten, folgten sie einem Trend. Melvin C. Cooper wurde Präsident der neuen Firma und John Ford Aufsichtsratsvorsitzender („Chairman of the Board“). Die beiden brachten etwa die Hälfte des Gründungskapitals auf, die andere Hälfte steuerten einige ehemalige Kollegen des OSS bei. Dazu gehörten der ehemalige Leiter William J. Donovan, dessen rechte Hand (sowohl beim OSS, als auch in der Anwaltskanzlei) Otto C. Doering, David K. E. Bruce, William Henry Vanderbilt III, G. Edward Buxton und Donald Dewar. Ford hatte kein Problem damit, dass Geheimdienste Themen für Hollywoodfilme vorschlagen konnten. Doering übernahm die rechtliche Vertretung von Argosy.

### Zusammenarbeit mit RKO
Argosy war eine reine Produktionsgesellschaft. Daher mussten sich Ford und Cooper einen Partner für den Vertrieb der Filme suchen, der sich auch an den Kosten beteiligen sollte. Zunächst schien es, als wäre United Artists dieser Partner; geplant war ein Film mit dem Titel The Last Outlaw. Das kam aber nicht zustande, vermutlich weil Cooper einen Vertrag über mehrere Filme wollte.:S. 308 Im Herbst 1946 vereinbarte Argosy mit RKO einen Vertrag über drei oder vier:S. 319 Filme.
Der erste dieser Filme wurde Befehl des Gewissens. Die von Ford bereits sei 1936 geplante Verfilmung der Erzählung Der stille Mann von Maurice Walsh war ebenfalls im Gespräch, sie sollte aber nur dann erfolgen, wenn Befehl des Gewissens ein Erfolg werden sollte.:S. 319 Befehl des Gewissens machte aber Verluste, weshalb Der stille Mann nicht mit RKO verfilmt wurde. Noch härter trafen Argosy aber die finanziellen Verluste, sie bekamen für den Film nur etwa die Hälfte der dafür gemachten Schulden zurück.:S. 326 Die nächsten Filme mussten also  große Gewinne einspielen. Daher drehte Ford wieder Western. Bis zum letzten Mann wurde an den Kinokassen ein großer Erfolg, der Anteil von Argosy musste aber fast vollständig für die Tilgung von Schulden verwendet werden.:S. 330 Ähnliches galt für die nächsten Filme Spuren im Sand, den Argosy für Metro-Goldwyn-Mayer produzierte, und Der Teufelshauptmann, sodass auch für Westlich St. Louis wieder Schulden aufgenommen werden mussten. Zwar waren sowohl für Der Teufelshauptmann als auch für Westlich St. Louis große Gewinne zu erwarten, doch konnte Argosy nicht darauf warten:S. 368–369 und überließ schließlich RKO die Rechte an allen gemeinsam produzierten Filmen gegen die Begleichung aller Schulden von Argosy.:S. 373

#### ARKO Productions
Seit Anfang 1948 arbeitete Merian C. Cooper an einem eigenen Projekt, Panik um King Kong, mit dem er an seinen Erfolg King Kong und die weiße Frau anknüpfen wollte. Auch für diesen Film musste Argosy einen Kredit aufnehmen. Ford war von diesem Projekt nicht überzeugt.:S. 343 Für Panik um King Kong gründete Argosy zusammen mit RKO ein eigenes Produktionsunternehmen namens ARKO Productions. Wie bei Argosy wurde Cooper Präsident und Ford Vorstand des Aufsichtsrates. Bei der Gründung wurde betont, dass die Firma komplett unabhängig von Argosy sei und die Geldgeber von Argosy nicht von dieser Firma betroffen seien. Weitere Filme produzierte ARKO nicht. Panik um King Kong spielte seine Kosten ein, aber nicht viel mehr.:S. 343

### Zusammenarbeit mit Republic
Der Vertrag mit RKO war erfüllt und wurde nicht verlängert. Mangels Alternativen schloss Argosy im Januar 1950 einen Vertrag über drei Filme mit Herbert Yates und seiner Firma Republic Pictures.:S. 370–371 John Ford dachte weiterhin zunächst an die Verfilmung von The Quiet Man, aber auch Yates mochte die Idee nicht und verlangte zuerst einen erfolgreichen Film. Also drehte Ford einen weiteren Western, Rio Grande, den er aber von Anfang an nicht ernst nahm. Trotzdem spielte Rio Grande genug ein, um Der Sieger zu ermöglichen.:S. 394
1952 bemerkte man bei Argosy, dass der von Republic überwiesene Anteil an den Gewinnen von Rio Grande deutlich kleiner war, als von den Einspielergebnissen zu erwarten gewesen wäre. Bei den weitaus größeren Gewinnen, die Der Sieger einspielte, wurden die Unterschiede noch deutlicher. Dies führte zu einem Rechtsstreit. Argosy ließ die Bücher von Republic durch Price Waterhouse überprüfen, wobei herauskam, dass Republic seine Partner regelmäßig übervorteilte. Das Verfahren endete erst 1956 mit einer größeren Nachzahlung an Argosy, die jedoch nicht annähernd so hoch war, wie es angebracht gewesen wäre.:S. 414–415 Kurz vor der Veröffentlichung von Der Sieger:S. 409 nahm Merian C. Cooper bei Cinerama Productions die Stelle Manager für die Produktion an. Der Vertrag wurde als „Ausleihe“ bezeichnet, Cooper blieb Präsident von Argosy. Der Vertrag trat erst nach der Produktion von Wem die Sonne lacht, dessen Dreharbeiten in Kürze beginnen sollten, in Kraft. Mit diesem Film erfüllte Argosy den Vertrag mit Republic; es wurde die letzte offizielle Produktion von Argosy.

### Die letzten Jahre
1953 waren die Geldgeber von Argosy bereit, die Firma abzuwickeln, John Ford war aber noch nicht so weit. Merian C. Cooper schlug vor, Leo McCarey zu verpflichten, doch die Verhandlungen scheiterten.:S. 425
Ende 1954 verließ Cooper Cinerama, um sich wieder mehr um Argosy zu kümmern. Schon einen Monat später schloss er sich C. V. Whitney Pictures als Vizepräsident an und war dort verantwortlich für die Produktion, blieb aber weiterhin Präsident von Argosy. Die von seinem Freund Cornelius Vanderbilt Whitney geführte Firma hatte sich die Rechte für The Searchers von Alan Le May gesichert. Diese Geschichte wurde kurze Zeit später unter der Regie von John Ford als Der Schwarze Falke verfilmt.:S. 443 Faktisch war auch dieser Film eine Produktion von Argosy, allerdings löste sich Argosy im Januar 1956 auf, als Der Schwarze Falke noch in der Postproduktion war. Alles in allem brachte Argosy Productions ihren Investoren etwa 30 Prozent Gewinn.:S. 451–452

## Mitarbeiter
Obwohl Schauspieler wie John Wayne, Ward Bond, Pedro Armendáriz, Victor McLaglen oder Maureen O’Hara in mehreren Argosyproduktionen zu sehen waren, hatten sie keine festen Verträge, sondern wurden eher auf Zuruf von John Ford für einzelne Filme verpflichtet.
Ben Johnson, der bis dahin vorwiegend als Stuntman gearbeitet hatte und in dieser Funktion auch bei Bis zum letzten Mann arbeitete, gelang es, John Ford zu beeindrucken, indem er scheuende Pferde einfing und beruhigte. Dies brachte ihm einen Vertrag bei Argosy:S. 354 und Haupt- und wesentlichen Nebenrollen in Filmen von Argosy. Bei den Dreharbeiten zu Rio Grande kam es allerdings zu Problemen mit John Ford. Die Karriere von Harry Carey junior startete in dem Film Spuren im Sand, den John Ford dessen Vater widmete.:S. 318
Bei den Vorbereitungen zu Bis zum letzten Mann verpflichtete John Ford Frank S. Nugent, den ehemaligen Filmkritiker der New York Times als Drehbuchautor, als er Probleme hatte, die Vorlage in einen Film umzuarbeiten. Für Nugent war das das erste Drehbuch. Auch er arbeitete danach mehrfach für Argosy.

## Filmografie
- 1940: Der lange Weg nach Cardiff (The Long Voyage Home)
- 1947: Befehl des Gewissens (The Fugitive)
- 1948: Bis zum letzten Mann (Fort Apache)
- 1948: Spuren im Sand (3 Godfathers)
- 1949: Der Teufelshauptmann (She Wore a Yellow Ribbon)
- 1949: Panik um King Kong (Mighty Joe Young)
- 1950: Westlich St. Louis (Wagon Master)
- 1950: Rio Grande
- 1952: Der Sieger (The Quiet Man)
- 1953: Wem die Sonne lacht (The Sun Shines Bright)

## Auszeichnungen
Die Filme Der lange Weg nach Cardiff, Der Teufelshauptmann und Der Sieger von Argosy Pictures erhielten mehrere Oscarnominierungen und gewannen auch mehrere Oscars. Einzig der Oscar für Panik um King Kong ging offiziell an die Produktionsgesellschaft, in diesem Fall an ARKO Productions. Gemeint war damit Willis O’Brien, der den Oscar auch entgegennahm.